# Rue Piskounov
La rue Piskounov (Улица Пискуно́ва) est une rue du centre-ville de Nijni Novgorod en Russie. Elle commence à la descente Zelenski et se termine quai supérieur de la Volga où se trouve l'hôtel particulier Roukavichnikov. Elle doit son nom au révolutionnaire Alexandre Piskounov (1870-1924).
Elle a été tracée à la fin du XVIIIe siècle à la place de la petite forteresse de la Possad. Un plan de 1770 prévoyait qu'elle soit trois fois plus large que les autres rues nouvelles de la ville. Des fossés anciens ont été conservés en partie avec des pieux de la forteresse. C'est pourquoi elle s'appelait alors la rue Ossipnaïa (« effritée »).

## Édifices remarquables
- Fossé de l'ancienne forteresse
- Jardin de l'Archevêché, aujourd'hui parc Sverdlov
- Maison Proutchenko (n° 1)
- Maison Poliak ou Polz (n° 2/1), aujourd'hui résidence de l'archevêque (métropolite) de Nijni Novgorod
- Complexe de la maison communale de la coopérative de construction de logements « Révolution culturelle » («Культурная революция») (n° 3)
- Jardin d'enfants et crèche (n° 3k5d)

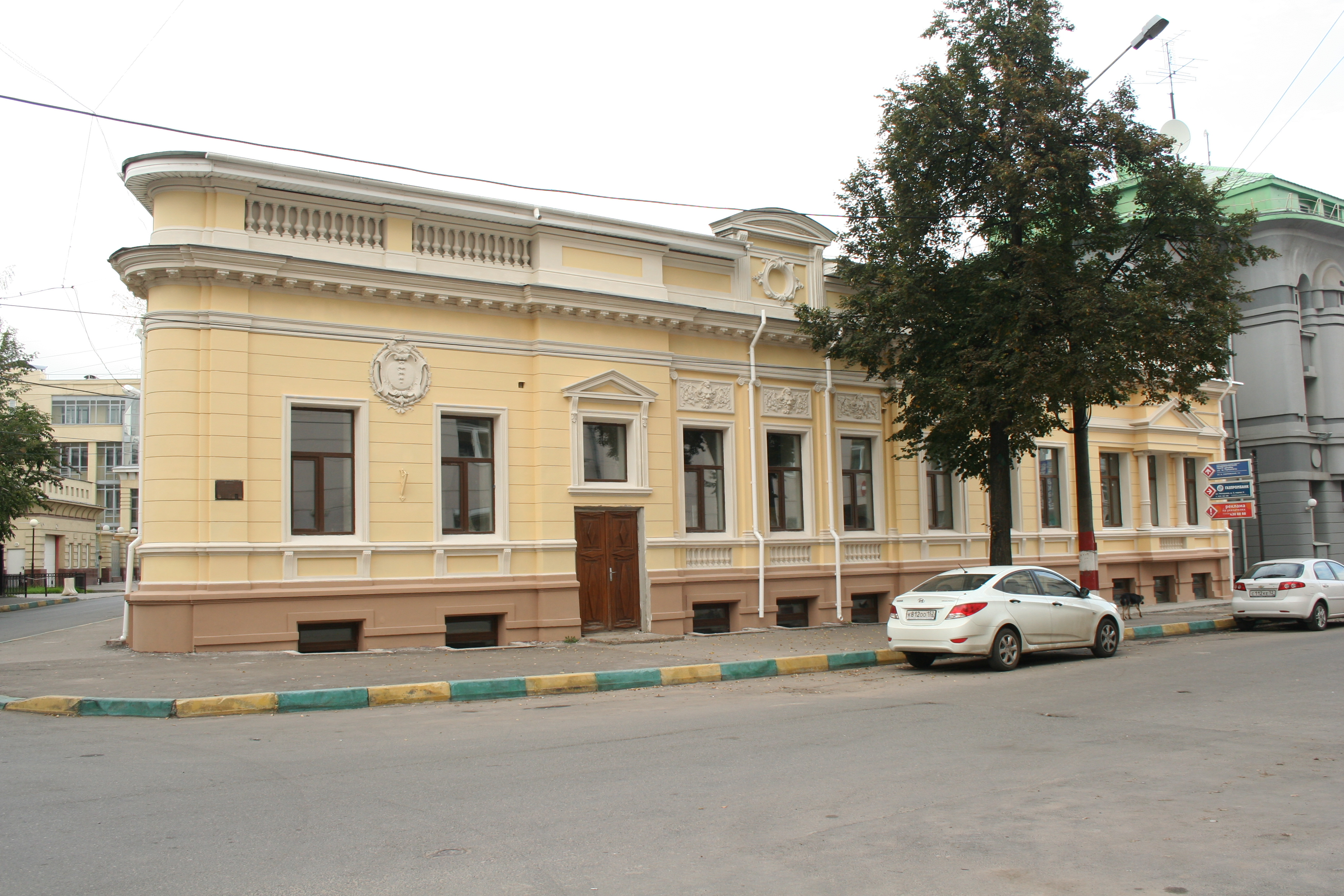
Hôtel particulier Chtchelokov.

- Hôtel particulier Chtchelokov (1908-1909) (n° 4/22)[1].
- Hôtel particulier Lopachev (au croisement de la rue Bolchaïa Petchiorskaïa)
- Immeuble où vécut et travailla en 1886-1940 le photographe et publiciste Maxime Dmitriev (n° 9а, 9b)
- Foyer de l'Institut des ingénieurs du transport fluvial et cinéma «Record» (n° 11/7)
- Maison Evenius (n° 20/3а)
- Maison du prêtre Vichniakov (n° 28а)

- Maison de jeux Troïtski (n° 35)
- Maison Objorine-Korotine (n° 37а)

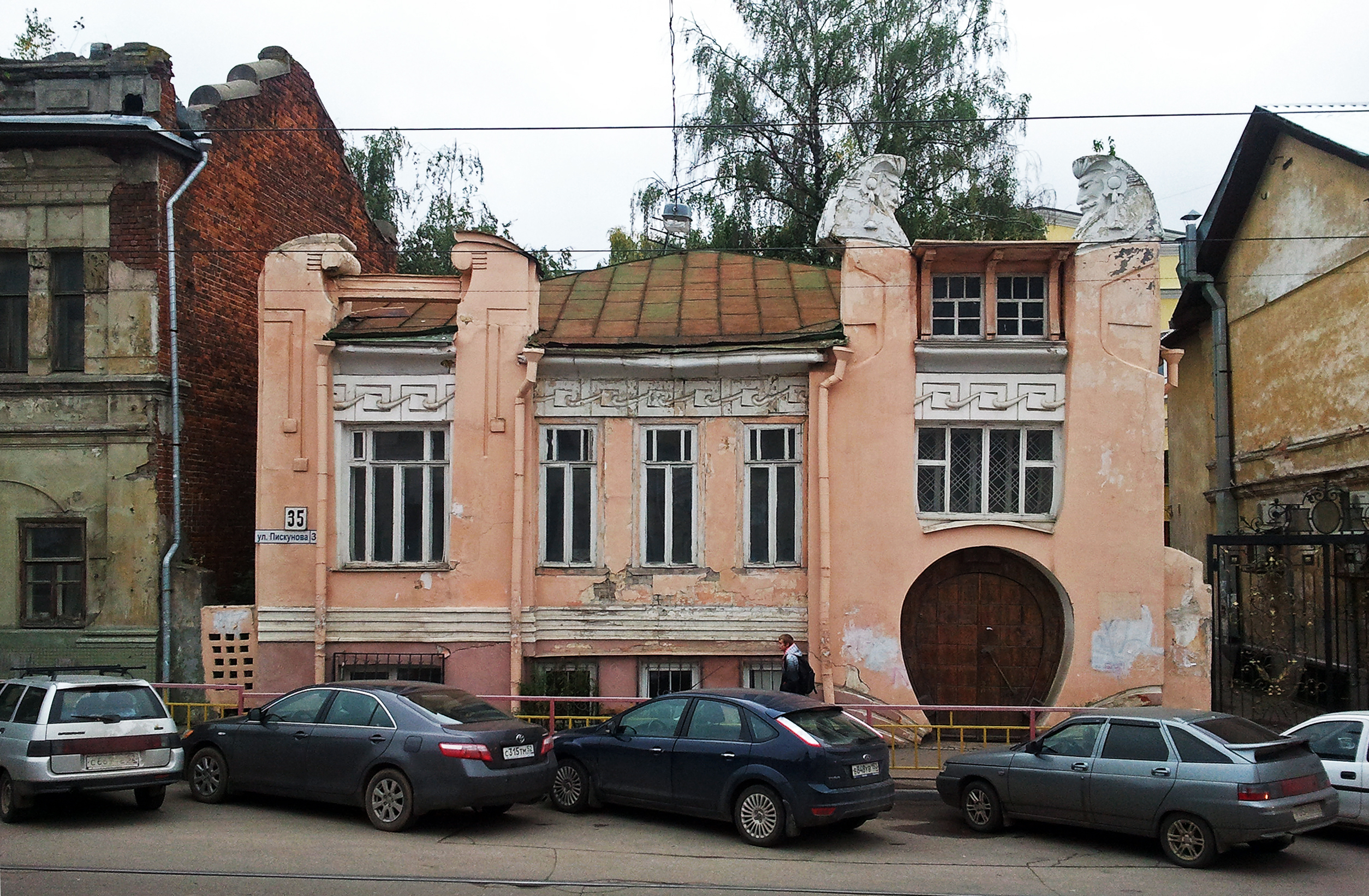
Maison de jeux Troïtski.

- Maison de la fraternité Saint-Georges avec chapelle (n° 38 et n° 38a)
- Banque foncière des paysans (n° 39)[2]

- Conservatoire Glinka (n° 40)
- Immeuble Vesselovski (n° 47/1)

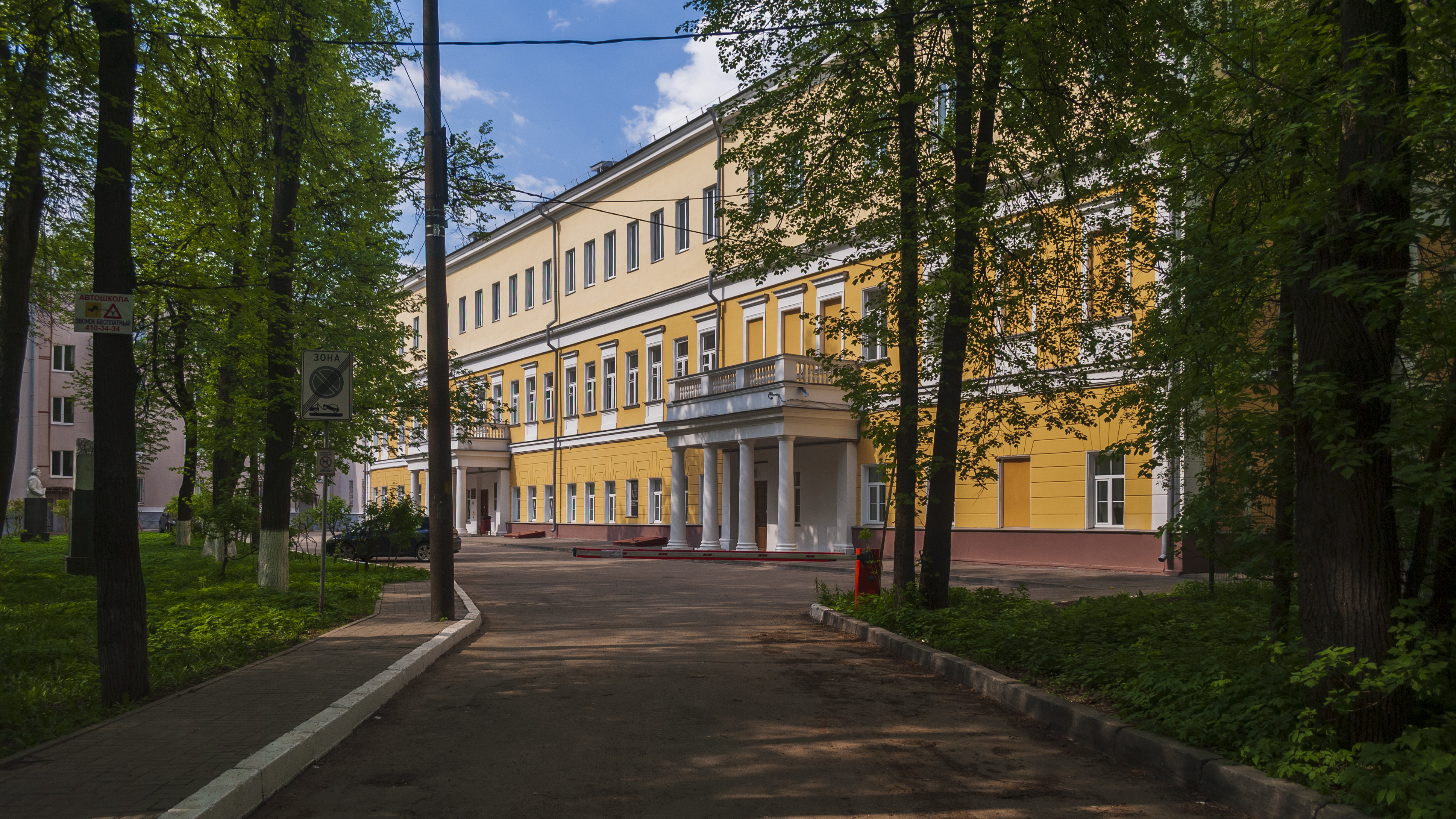
Conservatoire Glinka.

- Maison de retraite diocésaine Saint-Séraphin pour les prêtres âgés (n° 49/6)

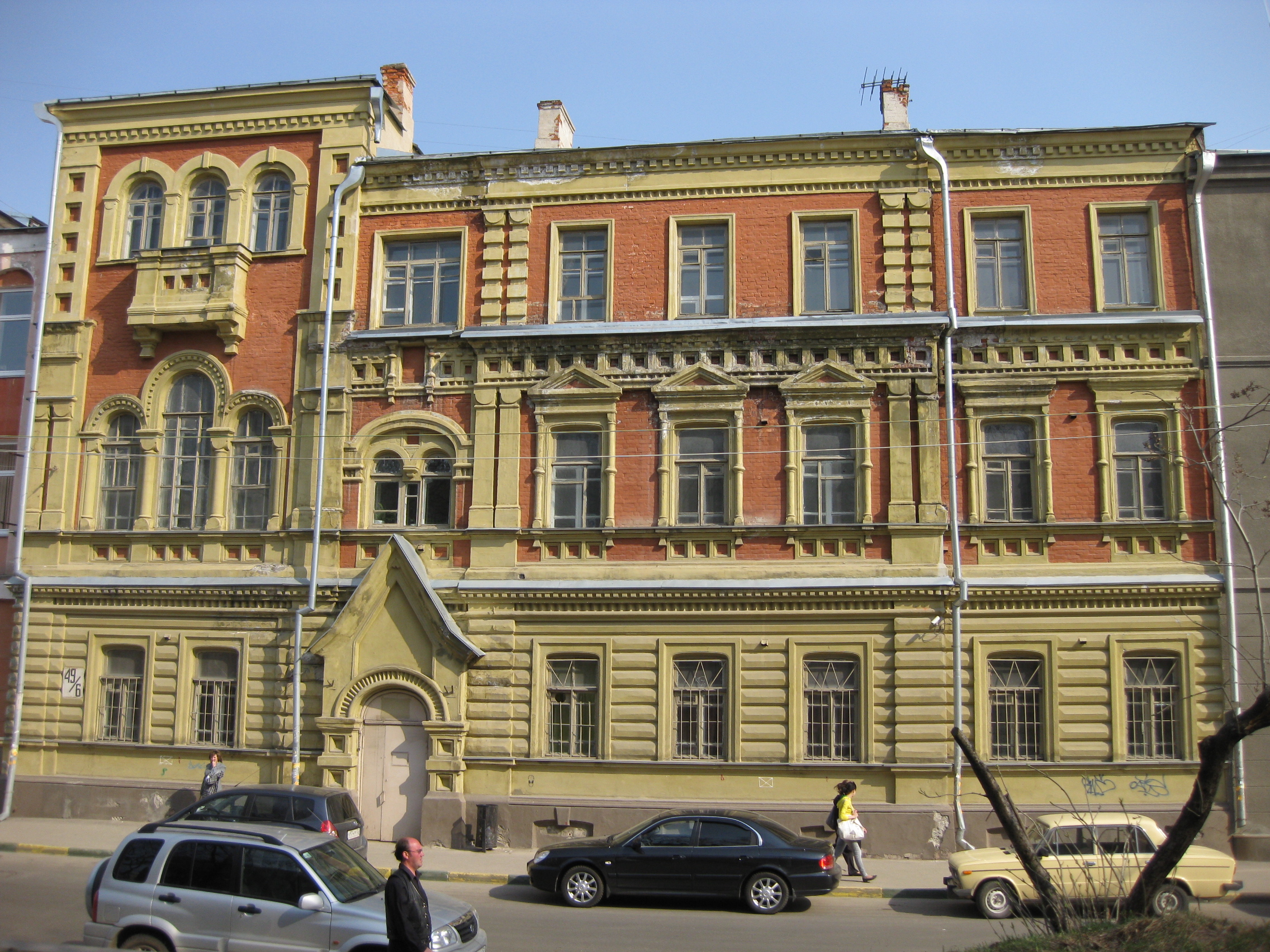
Maison de retraite Saint-Séraphin.

## Photographies

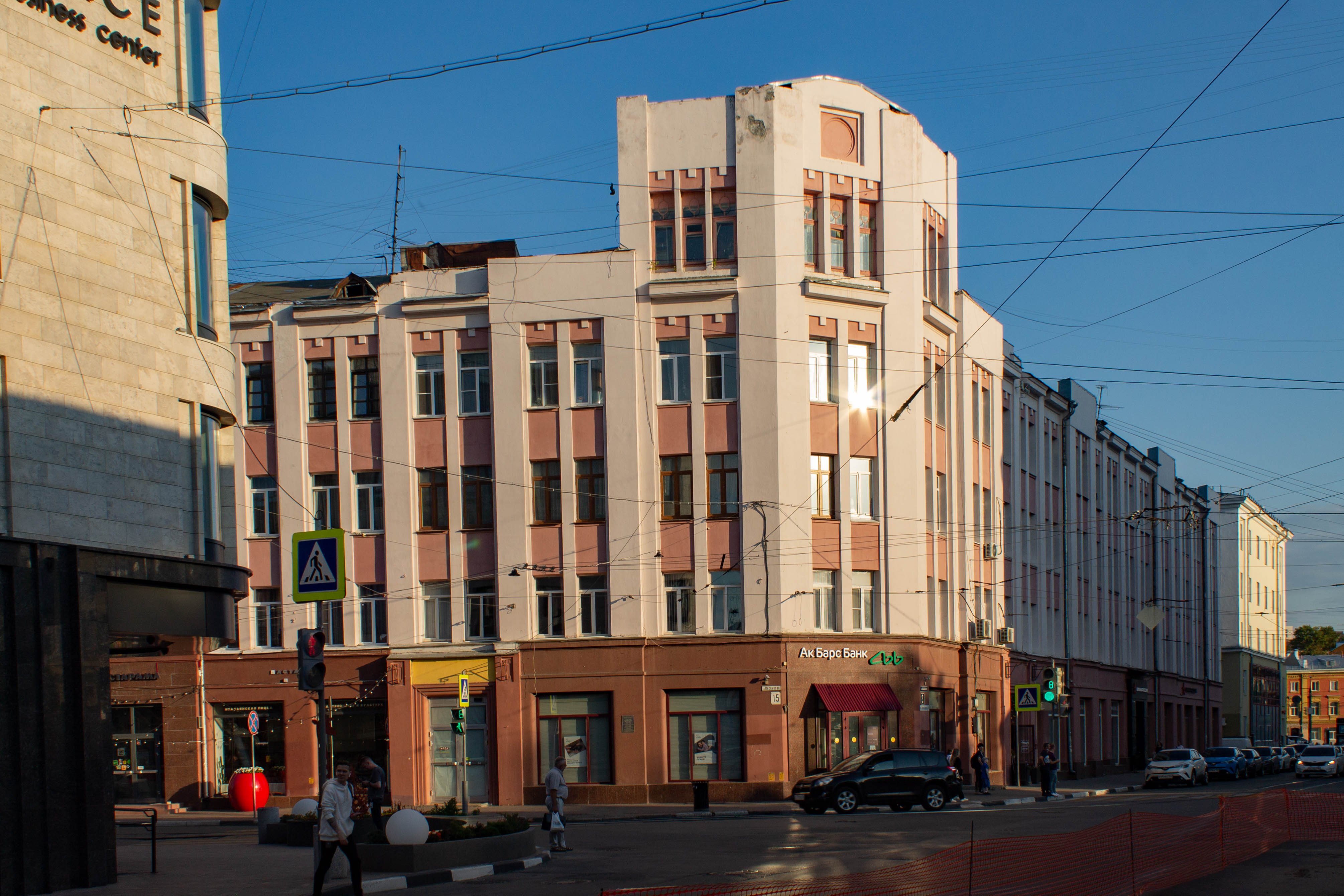
Croisement de la rue Piskounov et de la rue Alexeïevskaïa (Saint-Alexis).
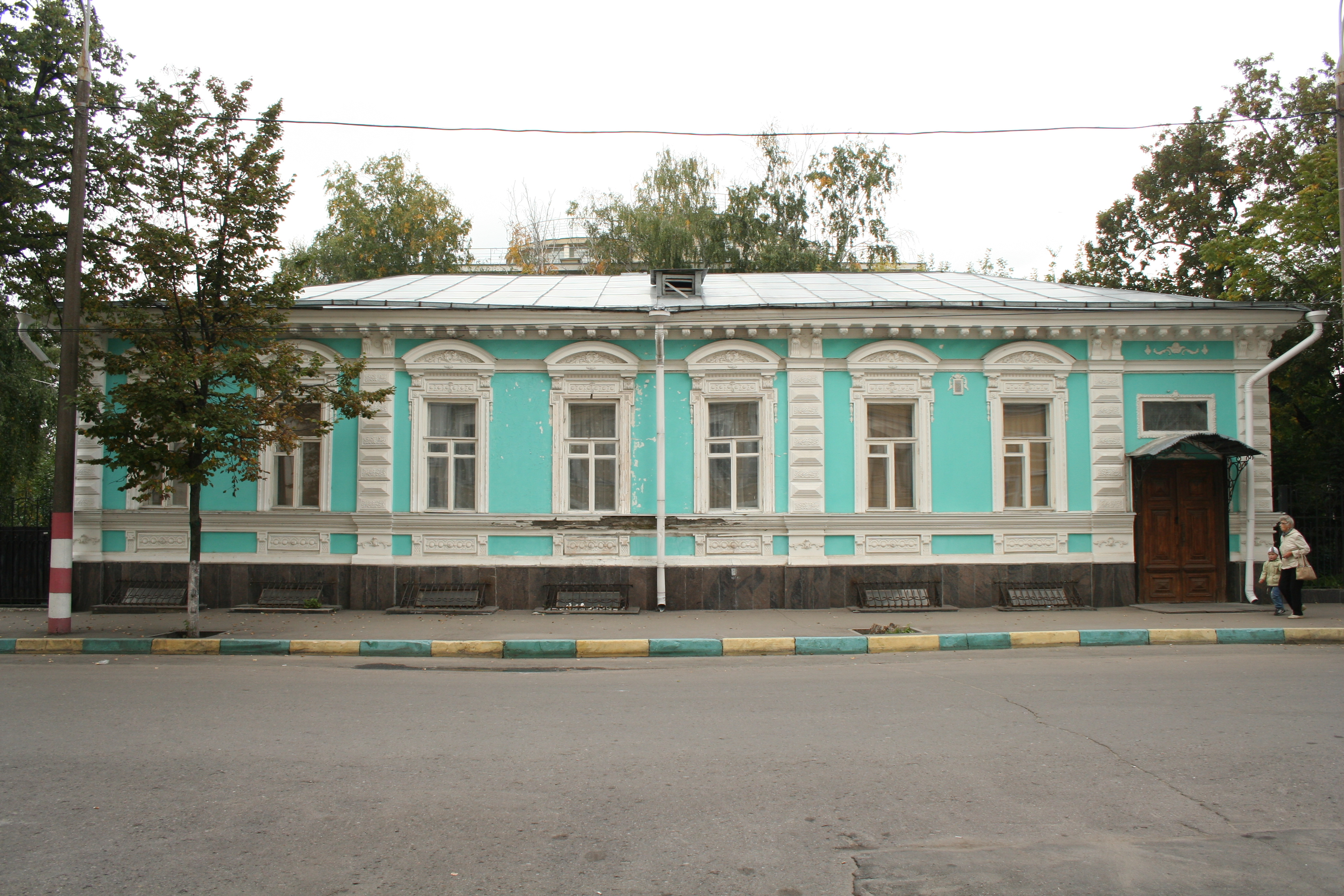
Maison de l'archevêque de Nijni Novgorod au n° 2.
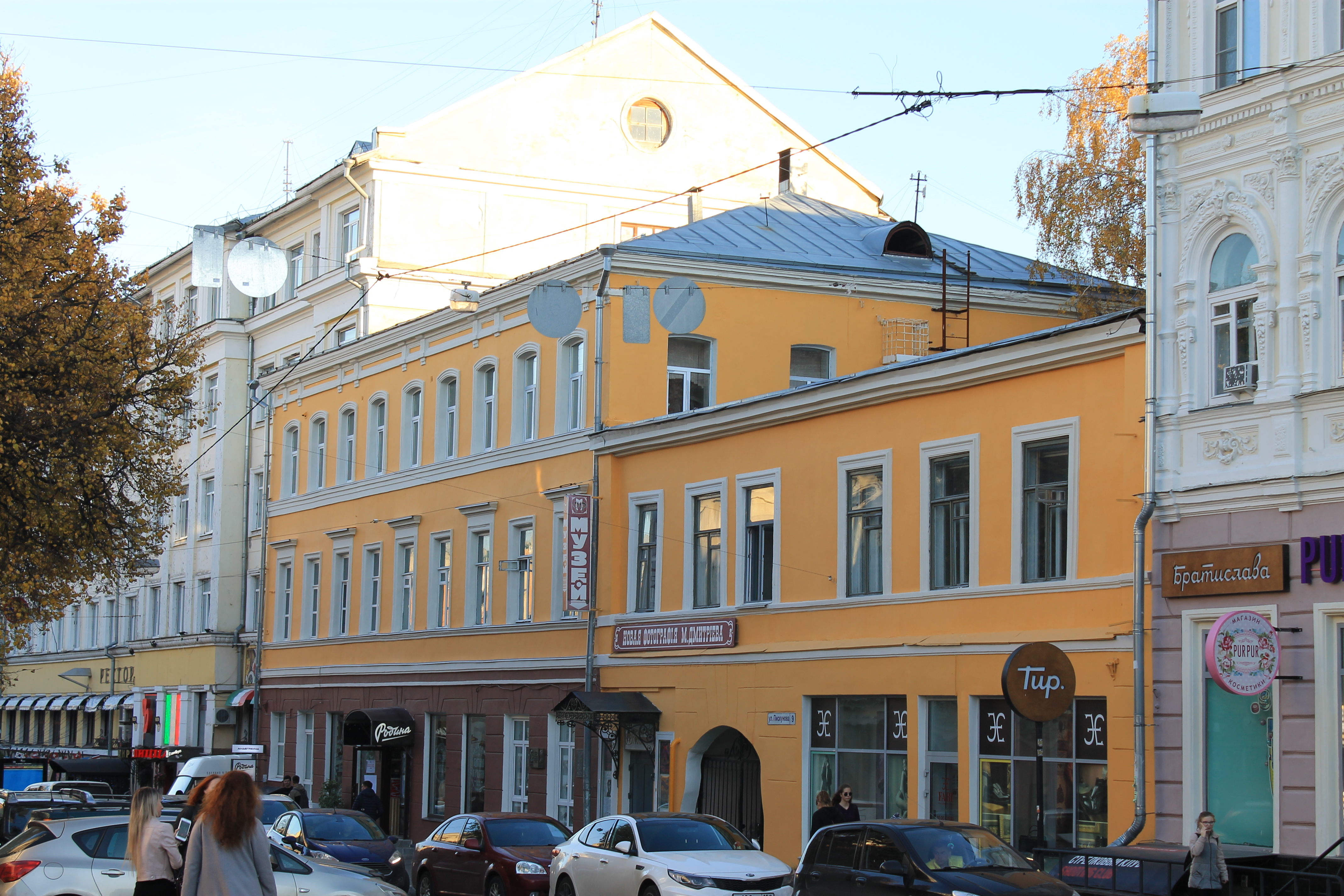
Petit immeuble où vécut le photographe Dmitriev (n° 9).
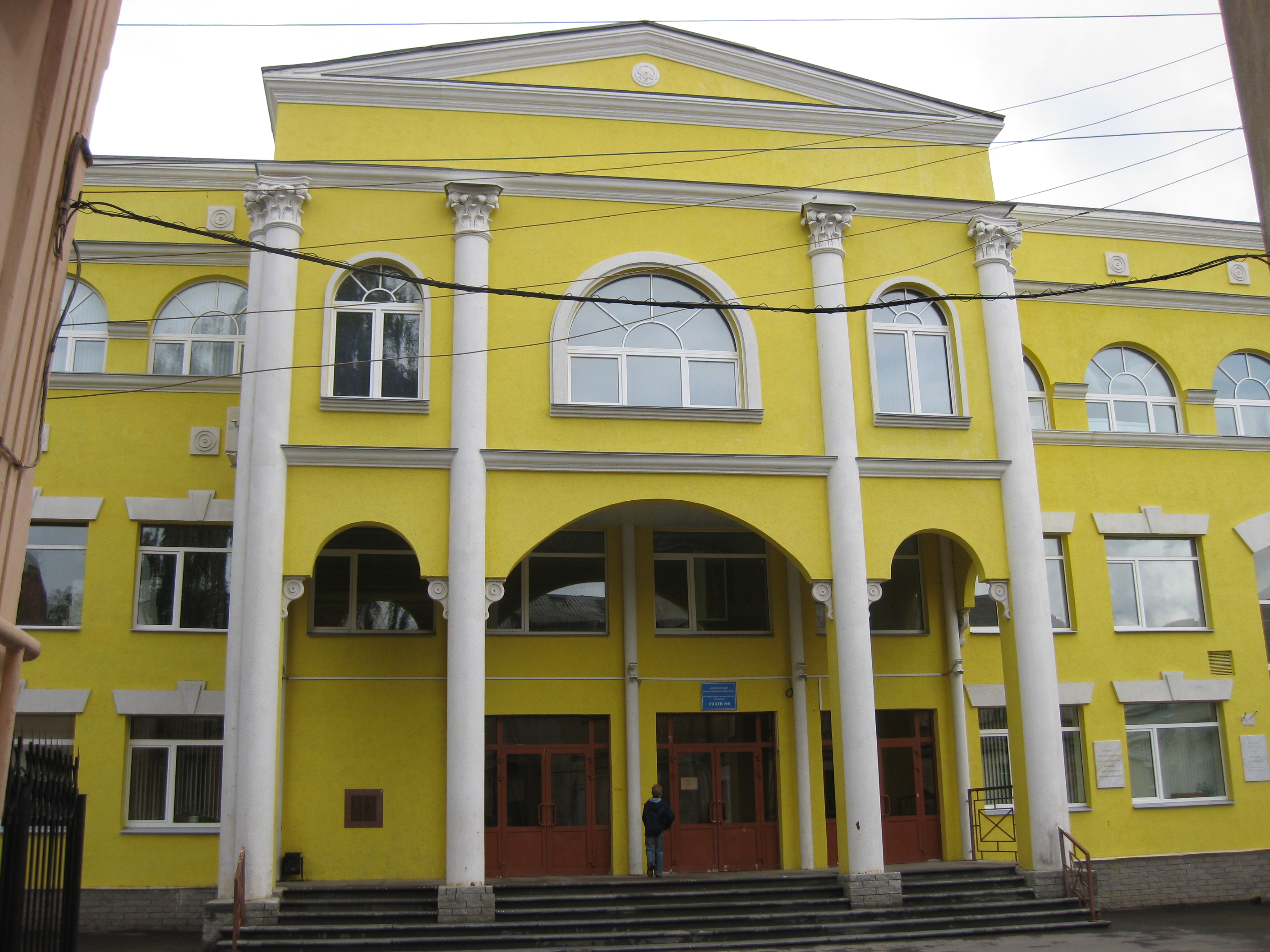
Lycée n° 8.
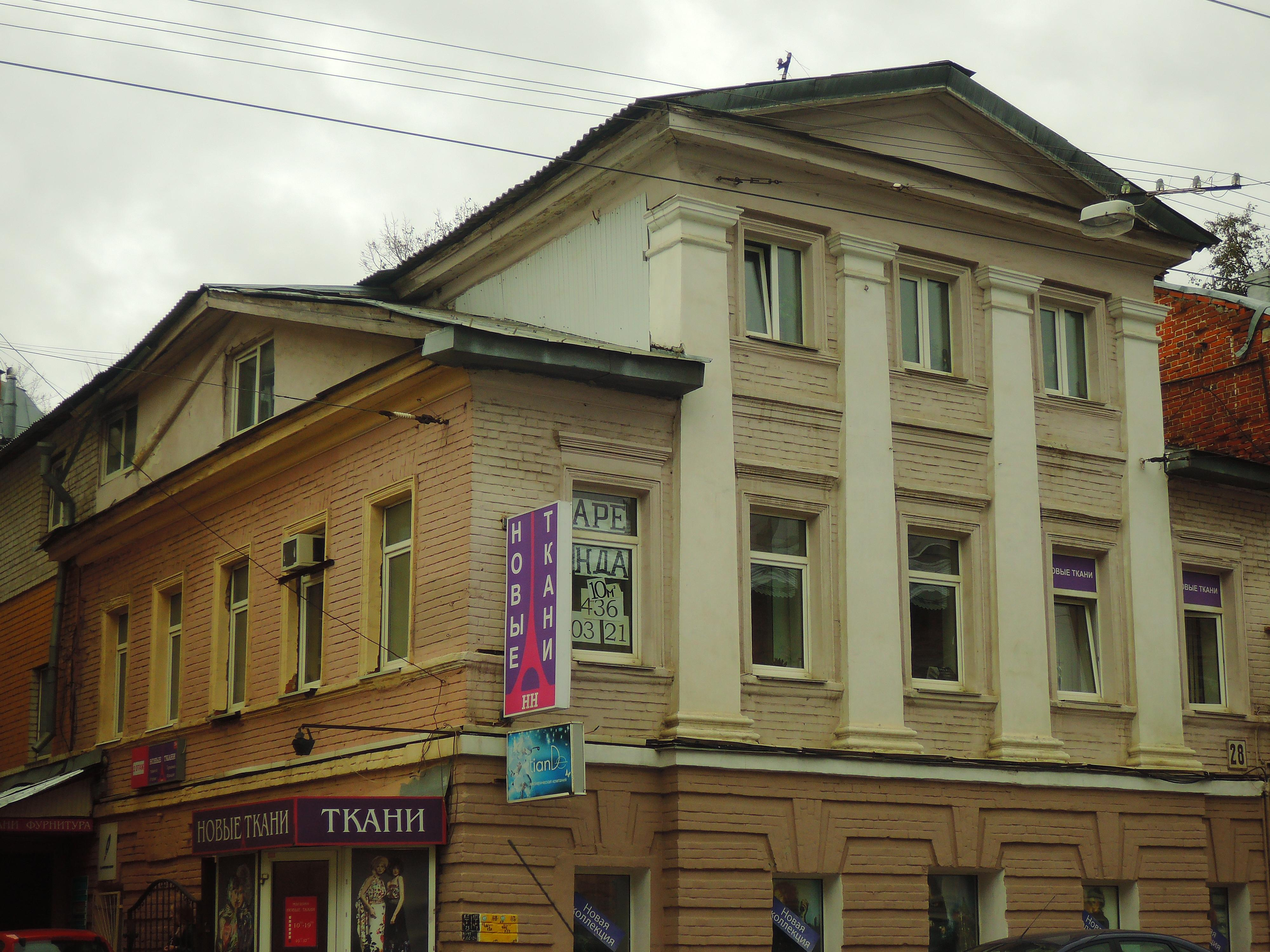
Maison Natchenski au n° 28.
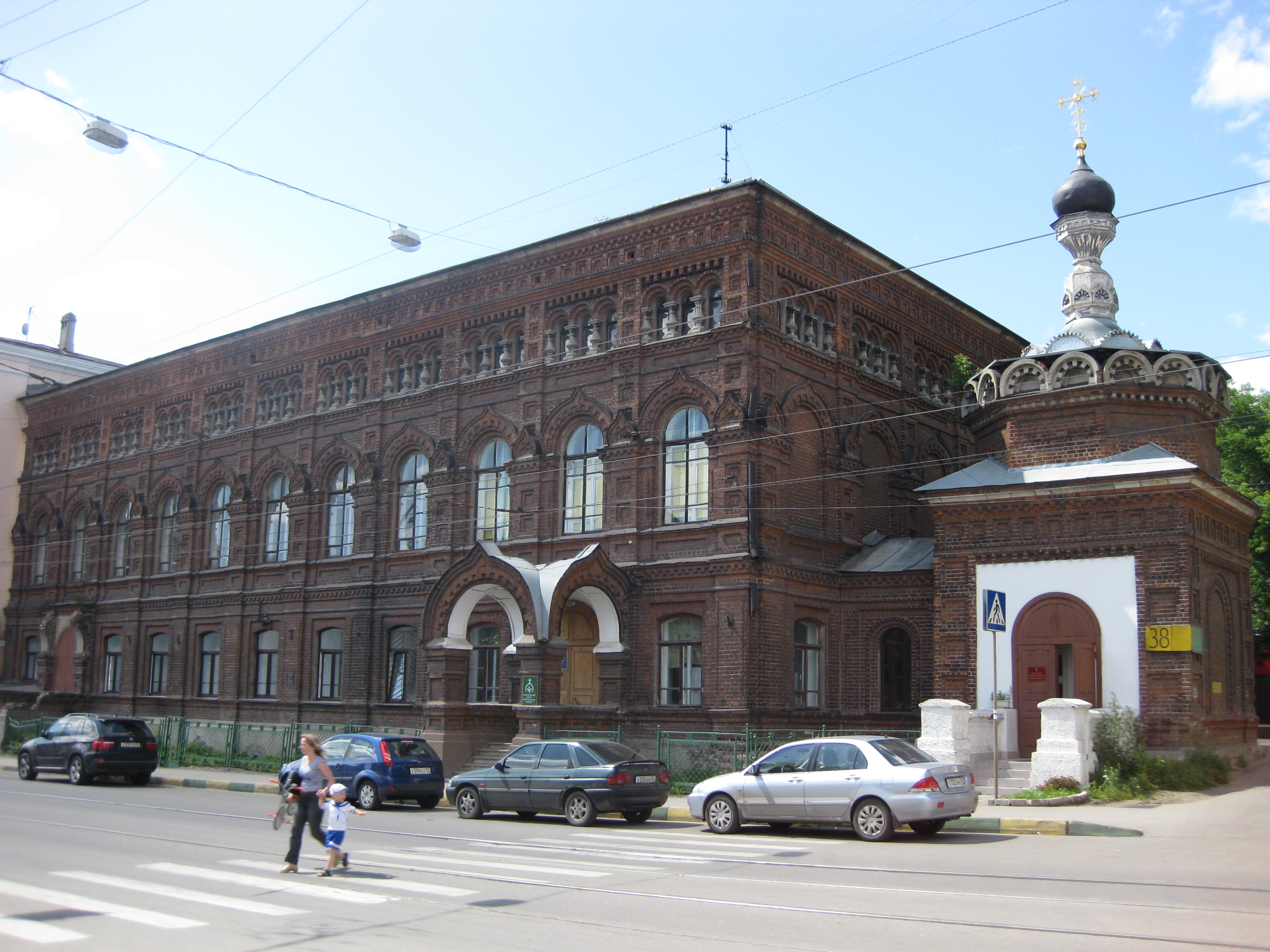
Fraternité Saint-Georges au n° 38.